# Fearless – Jenseits der Angst
Fearless – Jenseits der Angst (Fearless) ist ein US-amerikanisches Filmdrama von Peter Weir aus dem Jahr 1993. Das Drehbuch, das sich an seinem eigenen Roman orientiert, schrieb Rafael Yglesias. Die Hauptrolle spielte Jeff Bridges.

## Handlung
Der Architekt Max Klein fliegt mit einem Freund von San Francisco nach Houston. Aufgrund einer Störung in der Hydraulik muss das Flugzeug eine Notlandung auf einem Maisfeld machen, die zu einer Katastrophe wird. Max überlebt den Absturz nahezu unverletzt, sein Freund und zahlreiche andere Fluggäste sterben. Max kann einigen Menschen helfen, wodurch er für sie zu einem Schutzengel wird. Fortan sieht er das Leben mit anderen Augen, überwindet alle Ängste und hält sich für unverwundbar. Eine Mitarbeiterin der Fluggesellschaft bietet ihm als kleine Entschädigung eine Bahnfahrkarte nach San Francisco an, aber obwohl er bereits vor dem Flugzeugabsturz unter Flugangst litt, zieht er ein Flugticket erster Klasse vor.
Zunächst lernt Max das Leben jetzt völlig neu zu genießen, aber gleichzeitig zeigt sich auch eine zunehmende Entfremdung von seiner Familie, die seine neue Perspektive nicht verstehen kann. Insbesondere seine Frau Laura verliert zunehmend den Kontakt zu Max. Dieser verlässt nach einem Streit schließlich seine Frau und seinen Sohn.
Der von der Fluggesellschaft beauftragte Psychologe hält Max für traumatisiert und glaubt, er verdränge die Geschehnisse. Er macht Max mit Carla Rodrigo bekannt, die beim Absturz ihr Baby verlor. Er hofft, dass sie sich gegenseitig bei der Bewältigung der Traumata helfen können. Carla macht sich Vorwürfe, weil sie es während der Katastrophe nicht schaffte, ihr Baby in den Armen festzuhalten. Max freundet sich mit Carla an und beide beginnen Ausflüge mit dem Auto zu unternehmen. Max spürt, dass sie beide eine Erfahrungsebene teilen können, die anderen Menschen fremd ist. Er betrachtet sie beide als „Geister“, die bereits gestorben unter den Menschen leben und dadurch einen ganz anderen Zugang zum Leben haben.
Um ihr im Umgang mit dem Tod ihres Kindes zu helfen, kaufen sie Weihnachtsgeschenke für ihre verstorbenen Angehörigen, aber auch das vermag Carla nicht zu helfen. Daraufhin setzt Max sie angeschnallt in den Fond seines Autos und lässt Carla einen Werkzeugkasten so fest wie möglich in den Armen halten. Sie soll sich vorstellen, sie sei wieder im Flugzeug und halte ihren Sohn. Max fährt darauf das Auto frontal gegen eine Wand. Obwohl Carla auf den Aufprall vorbereitet war, konnte sie den Werkzeugkasten nicht halten und begreift daraufhin, dass sie auch keine Chance hatte, ihr Kind bei dem Flugzeugabsturz zu beschützen.
Carla trennt sich von ihrem Mann, der vor allem daran interessiert ist, wegen des Unfalls möglichst viel Geld von der Versicherung zu erklagen, und beginnt ein neues Leben. Sie sagt auch Max Lebewohl.
Der Rechtsanwalt, der Max vertritt, versucht ebenfalls von der Versicherung ein möglichst hohes Schmerzensgeld zu erstreiten. Max ist das jedoch völlig gleichgültig, er möchte vor allem nicht lügen, um die Versicherungssumme in die Höhe zu treiben.
Am Schluss des Films bricht Max aufgrund eines allergischen Schocks zusammen: Er hat eine Erdbeerallergie, die zu einer Atemnot führt. Durch den Glauben an seine Unverwundbarkeit war diese Allergie für einige Zeit außer Kraft gesetzt, doch jetzt zeigt sich die Unverträglichkeit wieder im vollen Ausmaß – ein Zeichen für die Rückkehr von Max zum „normalen“ psychischen Zustand vor dem Absturz.
Seiner Frau Laura gelingt es, ihm mit Mund-zu-Mund-Beatmung das Leben zu retten. Max holt röchelnd Luft und ruft „Ich lebe!“.

## Kritiken
James Berardinelli verglich den Film auf ReelViews mit einem meisterhaften, aber nicht vollendeten Gemälde. Den Charakter von Max Klein könne man nicht mögen, aber man könne mit ihm mitfühlen. Berardinelli lobte die Darstellungen von Jeff Bridges und Rosie Perez sowie die Filmmusik, zugleich kritisierte er die Darstellungen von Isabella Rossellini, Tom Hulce und John Turturro.
Roger Ebert lobte in der Chicago Sun-Times vom 15. Oktober 1993 die „subtile Tiefe“ der Darstellung von Jeff Bridges.
Das Lexikon des internationalen Films schreibt: „Eher eine Exegese über die verwandelnde Kraft des Todeserlebnisses als ein Katastrophenfilm, schließt Peter Weirs neues Werk am kompromißlosesten an die Anfänge seiner Karriere an: ein ins Spirituelle überhöhtes Drama, das die scheinbaren Gewißheiten des modernen Lebens in Frage stellt.“

## Auszeichnungen
Rosie Perez wurde im Jahr 1994 für den Oscar und für den Golden Globe Award nominiert. Sie gewann 1993 den Boston Society of Film Critics Award, 1994 einen Sonderpreis der Internationalen Filmfestspiele Berlin 1994, den Chicago Film Critics Association Award und den Los Angeles Film Critics Association Award.
Peter Weir wurde 1994 für den Goldenen Bären nominiert.

## Hintergrund
- Der Film wurde in Kalifornien gedreht. Er spielte in den Kinos der USA ca. 7 Millionen US-Dollar ein.
- Der Zustand, den Max Klein im Film erlebt, ist vergleichbar mit dem Cotard-Syndrom.